# Elecciones municipales de Pasco de 1980
Las elecciones municipales de Pasco de 1980 se llevaron a cabo el 23 de noviembre de 1980 para elegir al alcalde y al Concejo Provincial de Pasco para el periodo 1981-1983. La elección se celebró simultáneamente con elecciones municipales en todo el país. Fueron las primeras elecciones municipales en la provincia desde 1966, tras 12 años de gobierno militar.

## Sistema electoral
La Municipalidad Provincial de Pasco es el órgano administrativo y de gobierno de la provincia de Pasco. Está compuesta por el alcalde y el Concejo Provincial.
La votación del alcalde y el concejo se realiza en base al sufragio universal, que comprende a todos los ciudadanos nacionales mayores de dieciocho años, empadronados y residentes en la provincia de Pasco y en pleno goce de sus derechos políticos, así como a los ciudadanos no nacionales residentes y empadronados en la provincia de Pasco.
El Concejo Provincial de Pasco está compuesto por 19 regidores elegidos por sufragio directo para un período de tres (3) años, en forma conjunta con la elección del alcalde (quien lo preside). La votación es por lista cerrada y bloqueada. Se asigna a cada lista los escaños según el método d'Hondt. Es elegido como alcalde el candidato que ocupe el primer lugar de la lista que haya obtenido la más alta votación.

## Partidos y candidatos
A continuación se muestra una lista de los principales partidos y alianzas electorales que participaron en las elecciones:
| Candidatura | Candidatura | Partidos y alianzas | Candidatos | Candidatos          | Ideología                                               | Ref. |
| ----------- | ----------- | --- | ---------- | ------------------- | ------------------------------------------------------- | ---- |
|             | APRA        | Lista - Partido Aprista Peruano (APRA) |            | Dimas Beraún        | Aprismo                                                 |      |
|             | AP          | Lista - Acción Popular (AP) |            | Víctor Arias Vicuña | Humanismo Nacionalismo cívico Reformismo                |      |
|             | PDC         | Lista - Partido Demócrata Cristiano (PDC) |            | Efraín Herrera      | Democracia cristiana                                    |      |
|             | PPC         | Lista - Partido Popular Cristiano (PPC) |            | Orlando Sedano      | Conservadurismo social Humanismo Democracia cristiana   |      |
|             | IU          | Lista - Izquierda Unida (IU) – Unión de Izquierda Revolucionaria (UNIR) – Unidad Democrático Popular (UDP) – Partido Socialista Revolucionario (PSR) – Partido Comunista Revolucionario (PCR) – Partido Comunista Peruano (PCP) – Frente Obrero Campesino Estudiantil y Popular (FOCEP) |            | Pedro Herrera       | Marxismo-leninismo Mariateguismo Socialismo democrático |      |

## Resultados

### Sumario general
|                        |                                   |              |              |              |           |           |
| Partidos y coaliciones | Partidos y coaliciones            | Voto popular | Voto popular | Voto popular | Regidores | Regidores |
| Partidos y coaliciones | Partidos y coaliciones            | Votos        | %            | ±pp          | Total     | +/−       |
|                        | Acción Popular (AP)               | 6,618        | 34.05        | n/a          | 7         | n/a       |
|                        | Partido Demócrata Cristiano (PDC) | 4,720        | 24.29        | n/a          | 5         | n/a       |
|                        | Izquierda Unida (IU)              | 4,091        | 21.05        | n/a          | 4         | n/a       |
|                        | Partido Aprista Peruano (APRA)    | 3,198        | 16.46        | n/a          | 3         | n/a       |
|                        | Partido Popular Cristiano (PPC)   | 807          | 4.15         | n/a          | 0         | n/a       |
|                        |                                   |              |              |              |           |           |
| Total                  | Total                             | 19,434       |              |              | 19        | n/a       |
|                        |                                   |              |              |              |           |           |
| Votos válidos          | Votos válidos                     | 19,434       | 71.64        | n/a          |           |           |
| Votos en blanco        | Votos en blanco                   | 2,528        | 9.32         | n/a          |           |           |
| Votos nulos            | Votos nulos                       | 5,166        | 19.04        | n/a          |           |           |
| Votos emitidos         | Votos emitidos                    | 27,128       | 62.62        | n/a          |           |           |
| Abstenciones           | Abstenciones                      | 16,192       | 37.38        | n/a          |           |           |
| Votantes registrados   | Votantes registrados              | 43,320       |              |              |           |           |
|                        |                                   |              |              |              |           |           |
| Fuente:                |                                   |              |              |              |           |           |

## Elecciones municipales distritales

### Resultados por distrito
La siguiente tabla enumera el control de los distritos de la provincia de Pasco.
| Distrito                            | Alcalde(sa) electo(a)       | Partido político | Partido político          |
| ----------------------------------- | --------------------------- | ---------------- | ------------------------- |
| Huachón                             | Demetrio Cañabi Barreto     |                  | Acción Popular            |
| Huariaca                            | Julio Grados Camán          |                  | Acción Popular            |
| Huayllay                            | Ever Ricra Villanueva       |                  | Lista Independiente N° 7  |
| Ninacaca                            | Marcelino García Ricaldi    |                  | Acción Popular            |
| Pallanchacra                        | Claro Huayanay Guzmán       |                  | Acción Popular            |
| Paucartambo                         | Víctor Cuellar Paredes      |                  | Izquierda Unida           |
| San Francisco de Asís de Yarusyacán | Narciso Páucar Velásquez    |                  | Lista Independiente N° 15 |
| Simón Bolívar                       | Silverio Medrano Huamán     |                  | Acción Popular            |
| Ticlacayán                          | Cayetano Rímac Ventura      |                  | Lista Independiente N° 17 |
| Tinyahuarco                         | Esteban Acevedo Otrera      |                  | Acción Popular            |
| Vicco                               | Hilario Malpartida Mauricio |                  | Acción Popular            |
| Yanacancha                          | Nicanor Acevedo Lizárraga   |                  | Acción Popular            |